# Rózsa rend (Honduras)
A hondurasi Rózsa rend hondurasi köztársasági rendjel, melyet 1868. február 21-én alapítottak. Az alapszabályait ugyanennek az évnek szept. 18.-i napján fektették le. Ennek öt osztálya van. Jelvényének (III-V. osztályé) szegélyét aranyból készítették. Ez egy fehérzománcból készített nyolcágú kereszt, melynek csúcsain aranygolyókat láthatunk, sarkain át zöld babérkoszorú húzódik, efölött pedig egy zöld mirtuszkoszorú. A III. osztályú kerek középpajzson az állami címer díszeleg, a többin pedig felirat található. A föntiekben leírt kereszt az első és a második osztály jelvénye, karjait olaj- és tölgyágból készült koszorú fonja át, de efölött nincsen mirtuszkoszorú és az egész egy nyolcágú csillagon fekszik. Szalagja sötétvörös, közepén kék-fehér-kék csíkok húzódnak.